# Municipio de Pilot Grove (condado de Cooper)
El municipio de Pilot Grove (en inglés: Pilot Grove Township) es un municipio ubicado en el condado de Cooper en el estado estadounidense de Misuri. En el año 2010 tenía una población de 1222 habitantes y una densidad poblacional de 13,03 personas por km².

## Geografía
El municipio de Pilot Grove se encuentra ubicado en las coordenadas 38°54′30″N 92°53′48″O / 38.90833, -92.89667. Según la Oficina del Censo de los Estados Unidos, el municipio tiene una superficie total de 93.79 km², de la cual 93,26 km² corresponden a tierra firme y (0,57 %) 0,53 km² es agua.

## Demografía
Según el censo de 2010, había 1222 personas residiendo en el municipio de Pilot Grove. La densidad de población era de 13,03 hab./km². De los 1222 habitantes, el municipio de Pilot Grove estaba compuesto por el 97,63 % blancos, el 0,9 % eran afroamericanos, el 0,25 % eran amerindios, el 0,33 % eran asiáticos y el 0,9 % eran de una mezcla de razas. Del total de la población el 0,65 % eran hispanos o latinos de cualquier raza.